# Sur (revista)

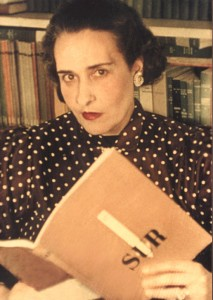
Victoria Ocampo con un ejemplar de Sur.

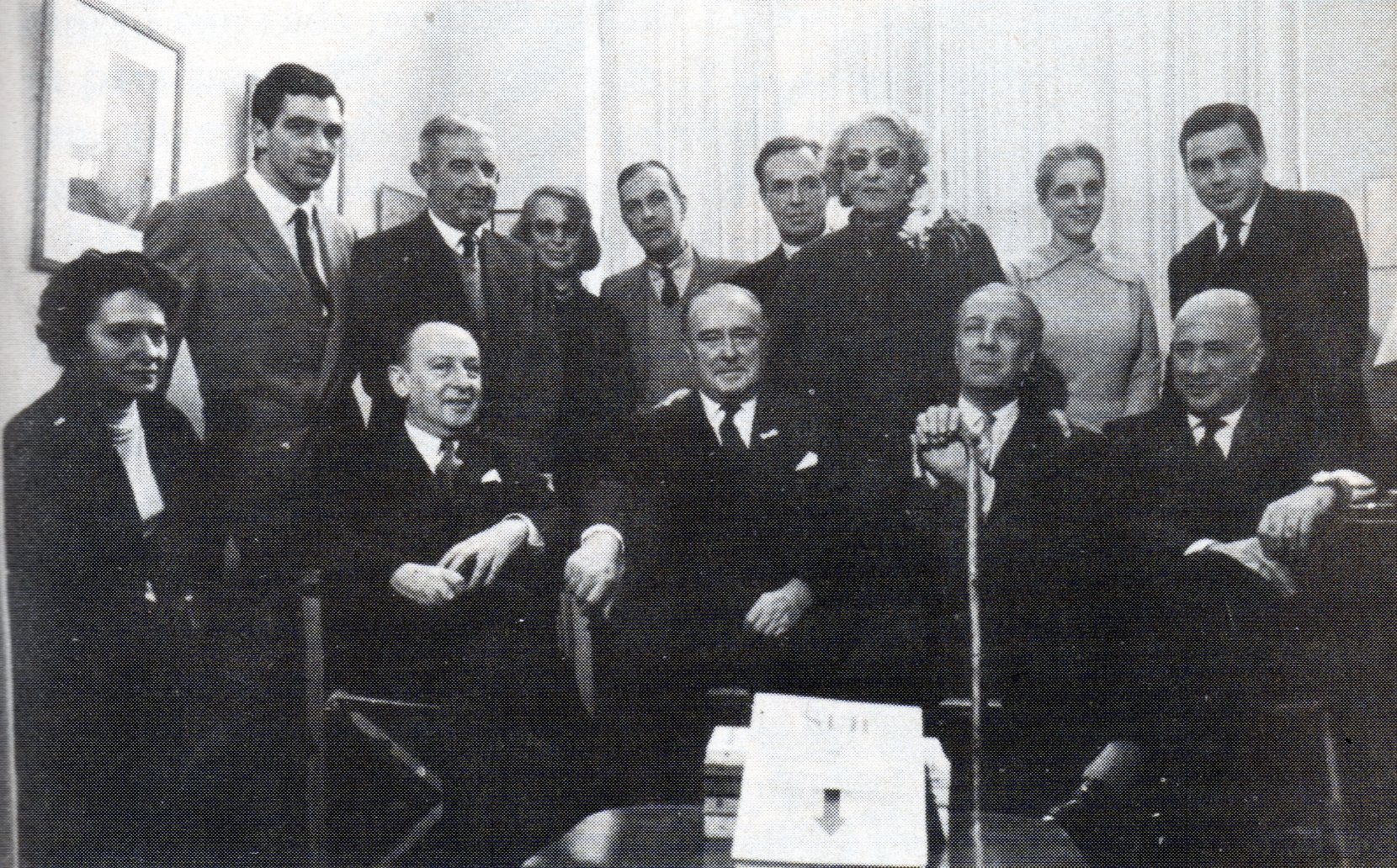
Victoria Ocampo posa junto al equipo de la revista, entre otros: Silvina Ocampo, Adolfo Bioy Casares, Jorge Luis Borges, Alicia Jurado y Enrique Pezzoni

Sur es el nombre de una revista literaria argentina, que apareció en 1931, y también el de una editorial del mismo nombre que surgió dos años después. Ambas fueron fundadas por la escritora Victoria Ocampo. Sur se convirtió en una revista emblemática de la Argentina.

## Revista Sur
El primer número aparece en el verano de 1931. La integró un consejo extranjero integrado por notorias personalidades de la literatura universal: Ernest Ansermet, Drieu La Rochelle, Leo Ferrero, Waldo Frank, Pedro Henríquez Ureña, Alfonso Reyes, Jules Supervielle y José Ortega y Gasset; su consejo de redacción por Jorge Luis Borges, Eduardo J. Bullrich, Oliverio Girondo, Alfredo González Garaño, Eduardo Mallea, María Rosa Oliver y Guillermo de Torre.
En el primer número, Victoria Ocampo, estableció a quiénes se dirigía Sur:

Waldo, en un sentido exacto, esta revista es su revista y la de todos los que me rodean y me rodearán en lo venidero. De los que han venido a América, de los que piensan en América y de los que son de América. De los que tienen la voluntad de comprendernos, y que nos ayudan tanto a comprendernos a nosotros mismos.

Desde sus inicios la revista tuvo entre sus colaboradores a figuras de primer nivel tanto argentinos como extranjeros. Entre ellos se destacaron: Jorge Luis Borges, Manuel Mujica Lainez, Adolfo Bioy Casares, Guillermo Sucre, José Bianco, Waldo Frank, Walter Gropius, Alfonso Reyes Ochoa, José Ortega y Gasset, Pedro Henríquez Ureña, Octavio Paz, Jules Supervielle, Ramón Gómez de la Serna, Eduardo Mallea, Ernesto Sabato, Federico García Lorca, Gabriel García Márquez, Gabriela Mistral, Silvina Ocampo, Pablo Neruda, entre muchos otros.
Como secretarios de redacción participaron Guillermo de la Torre, José Bianco, Silvina Ocampo, Raimundo Lida, Ernesto Sabato, María Luisa Bombal, Pelegrina Pastorino, Nicolás Barrios Lynch y Enrique Pezzoni.
Fue el pensamiento de Victoria, el que le dio a la publicación su toque de originalidad y vanguardismo.
El último número de la revista, el 371, se publicó en 1992, varios años después del fallecimiento de Victoria, acaecido en 1979. En los últimos veintiséis años de existencia la aparición de cada número fue cada vez más espaciada que los anteriores. De tal forma, en su apogeo, entre 1931 y 1966 se editaron 305 números de la revista, y en los siguientes veintiséis años se editaron solo 67 números.
La revista fue un espacio clave en donde el discurso daba paso a la polémica y el debate de ideas de los problemas de la sociedad argentina y universal. El modernismo o modernidad de las letras y las artes se vieron reflejadas en Sur que además, gracias al sello editorial y al aporte de cuantiosas sumas de su fundadora, fue la importadora de autores y títulos que sirvieron de vanguardia al pensamiento internacional.[cita requerida]
La editorial Sur editó libros de Federico García Lorca, Eduardo Mallea, Juan Carlos Onetti, Alfonso Reyes Ochoa, Horacio Quiroga, Adolfo Bioy Casares, Aldous Huxley, Carl Gustav Jung, Virginia Woolf, Vladimir Nabokov, Jean-Paul Sartre, Jack Kerouac y Albert Camus.

## Actitud política y filosófica
Sur fue un enlace con la intelectualidad y el pensamiento entre Argentina con  Hispanoamérica, Europa y Estados Unidos que tuvo un impacto determinante en la cultura mundial entre las décadas de 1930 y 1970. La revista intervino además fuertemente en las discusiones ideológicas y filosóficas. Sur publicó fuertes escritos donde se discutía sobre ideología, filosofía y política.
Tuvo en su momento un claro perfil antinazi. Sus problemas económicos paralelamente fueron en aumento debido a sus grandes inversiones en Sur, con la pérdida neta de 85 000 pesos argentinos en el 25º aniversario de su revista.
José Bianco fue secretario de redacción, entre 1938 y 1961, año en que Victoria Ocampo decide separarlo de su puesto por su visita a Cuba, donde había triunfado la Revolución Cubana y por su participación como jurado en el Premio Casa de las Américas, al cual Ocampo no había sido invitada. La concepción de los objetivos se oponía a la labor tanto estética como ideológica de Victoria Ocampo. La revista rivalizó con Contorno, de Ismael y David Viñas, que se expresaba contra "el establishment de la oligarquía cultural de la revista Sur".
Sur tomó un claro contenido antiperonista y festejó el derrocamiento del gobierno de Juan Domingo Perón a manos del golpe de Estado autodenominado Revolución Libertadora en 1955. De esta forma se expresó el crítico peronista Daniel Santoro en 2006: 

"Gauchos, peones rurales, mucamas, obreros bonaerenses y morochos provincianos eran [supuestamente] una multitud dada a los excesos y a gustos no homologados, una pesada carga de la América profunda que amenazaba invertir la dirección del vector Sur, representado en la tapa de la revista que por entonces ejercía el comisariado cultural y del buen gusto. El vector en el logotipo de esta revista señalaba el sur desde el norte, mostrando simbólicamente la dirección aceptada para influencias y homologaciones. El conjunto de las novedades políticas y culturales aportadas por el peronismo conformaban un indeseable programa estético capaz de invertir la dirección del vector de influencias, lo que provocaría un reflujo contaminante hacia las activas aguas de la modernidad de posguerra